# Sergei Wladimirowitsch Maitakow
Sergei Wladimirowitsch Maitakow (russisch Сергей Владимирович Майтаков; * 7. Januar 1990 in Meschduretschensk) ist ein russischer Skirennläufer. Seine stärksten Disziplinen sind der Slalom und der Riesenslalom.

## Biografie
Maitakow stammt aus Nowosibirsk und studierte an der dortigen Staatlichen Universität. Er nahm in der Saison 2005/2006 erstmals an FIS-Rennen und russischen Meisterschaften teil und belegte beim European Youth Olympic Festival 2007 in Jaca den zehnten Platz im Slalom. Er startete im Februar 2008 erstmals bei Juniorenweltmeisterschaften und bestritt im Dezember desselben Jahres seine ersten Europacuprennen. Im Februar 2009 nahm er an den Weltmeisterschaften in Val-d’Isère im Riesenslalom teil und belegte als Vorletzter den 28. Platz.
Nach ersten Podestplätzen in FIS-Rennen gewann Maitakow bei den Juniorenweltmeisterschaften 2010 in Frankreich die Bronzemedaille im Slalom. Kurz darauf nahm er an den Olympischen Winterspielen 2010 in Vancouver teil, wo er in Slalom, Riesenslalom und Super-G startete, aber nur im Riesenslalom als 40. ins Ziel kam. Eine Woche nach den Olympischen Spielen gewann er mit dem 20. Platz im Slalom von Kranjska Gora seine ersten Punkte im Europacup, zu Saisonende wurde er Russischer Meister im Riesenslalom und im Super-G. Die nächste Saison 2010/2011 war für Maitakow schon früh zu Ende. Nach seinem Weltcupdebüt am 16. Januar 2011 im Slalom von Wengen, bei dem er sich nicht für den zweiten Lauf qualifizierte, konnte er im Rest des Winters verletzungsbedingt an keinen Rennen teilnehmen.
Zu Beginn der Saison 2011/12 erreichte Maitakow seine ersten Top-10-Platzierungen im Europacup und am 18. Januar 2012 feierte er seinen ersten Europacupsieg im Riesenslalom in Lenzerheide. Mit zwei weiteren Siegen sicherte er sich den Gewinn der Riesenslalomwertung. Am 9. März 2013 gewann er mit Platz 26 im Riesenslalom von Kranjska Gora die ersten Weltcuppunkte.

## Erfolge

### Olympische Winterspiele
- Vancouver 2010: 40. Riesenslalom
- Sotschi 2014: 26. Riesenslalom

### Weltmeisterschaften
- Val-d’Isère 2009: 28. Riesenslalom

### Juniorenweltmeisterschaften
- Formigal 2008: 37. Riesenslalom, 48. Super-G, 51. Abfahrt
- Garmisch-Partenkirchen 2009: 16. Slalom, 37. Super-G, 49. Abfahrt
- Mont Blanc 2010: 3. Slalom, 21. Super-G, 46. Abfahrt

### Weltcup
- 1 Platzierung unter den besten 30

### Weltcupwertungen
| Saison  | Gesamt | Gesamt | Riesenslalom | Riesenslalom |
| Saison  | Platz  | Punkte | Platz        | Punkte       |
| ------- | ------ | ------ | ------------ | ------------ |
| 2012/13 | 136.   | 5      | 49.          | 5            |

### Europacup
- Saison 2011/12: 3. Gesamtwertung, 1. Riesenslalomwertung, 9. Slalomwertung
- 5 Podestplätze, davon 3 Siege:

| Datum           | Ort           | Land      | Disziplin    |
| --------------- | ------------- | --------- | ------------ |
| 18. Januar 2012 | Lenzerheide   | Schweiz   | Riesenslalom |
| 12. März 2012   | Kranjska Gora | Slowenien | Riesenslalom |
| 17. März 2012   | La Thuile     | Italien   | Riesenslalom |

### Weitere Erfolge
- Zweifacher Russischer Meister (Riesenslalom und Super-G 2010)
- 2 Siege in FIS-Rennen